# Famille von Möllendorff
 (octobre 2024).
La famille von Möllendorff ou Moellendorff est une famille de la noblesse immémoriale de l'Altmark. C'est une branche de la famille von Krusemarck. Une autre famille von Möllendorff, originaire d'Osterburg, mais avec des armes différentes, est aujourd'hui éteinte.

## Historique
Les racines de la famille se situent à Möllendorf, village faisant aujourd'hui partie de la commune de Goldbeck, près d'Osterburg. La famille est citée par écrit en 1343 avec Goske et Gerke de Mollendorf. L'ancêtre direct est Kurt von Möllendorff, originaire de Gadow (de), mentionné en 1476.
Les anciens domaines seigneuriaux de la famille se trouvaient à Krampfer dans les environs de Prignitz (aujourd'hui dans la commune de Plattenburg) (1413), à Wentdorf (1421), à Garz et Brünkendorf, près de Pritzwalk (1433). Plus tard ils acquièrent un grand nombre de domaines. Une branche de la famille s'installe en Poméranie dans le domaine d'Elbershagen, près de Rügenwalde et une autre branche à Dargelütz (village appartenant aujourd'hui à la commune de Parchim) dans le duché de Mecklembourg-Schwerin.
Wichard von Möllendorff a adopté en 1813 les trois fils Hugo, Ottocar et Arnold von Wilamowitz de sa petite-nièce Ernestine von Bonin, épouse du major Theodor von Wilamowitz. C'est ainsi qu'est née la branche des barons et comtes von Wilamowitz-Möllendorff avec permission royale en 1815 d'adopter les armes des Möllendorff (un chandelier à trois branches).

## Personnalités

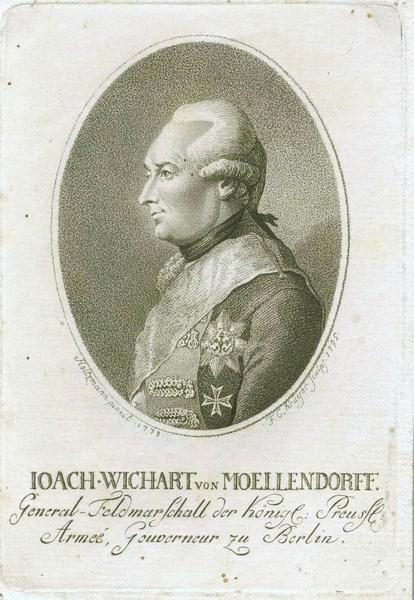
Portrait du maréchal von Möllendorff (1724-1816)

### Möllendorff
- Else von Möllendorff (1912-1982), actrice
- Peter von Möllendorff (1963-), philologue
- Paul Georg von Möllendorff (1847-1901), diplomate et sinologue
- Wichard Joachim Heinrich von Möllendorf (1724-1816), Feldmarschall prussien
- Wichard von Möllendorff (1881-1937), ingénieur
- Wilhelm von Möllendorff (1887-1944), anatomiste

### Wilamowitz-Moellendorff
- Fanny von Wilamowitz-Moellendorff, née von Fock (1882-1956), poétesse suédoise
- Hugo von Wilamowitz-Moellendorff (1840-1905)
- Ulrich von Wilamowitz-Moellendorff (1848-1931), philologue
- Tycho von Wilamowitz-Moellendorff (de) (1885-1914), philologue
- Wichard von Wilamowitz-Moellendorff l'Ancien (de) (1835-1905), membre de la chambre des représentants de Prusse

## Domaines

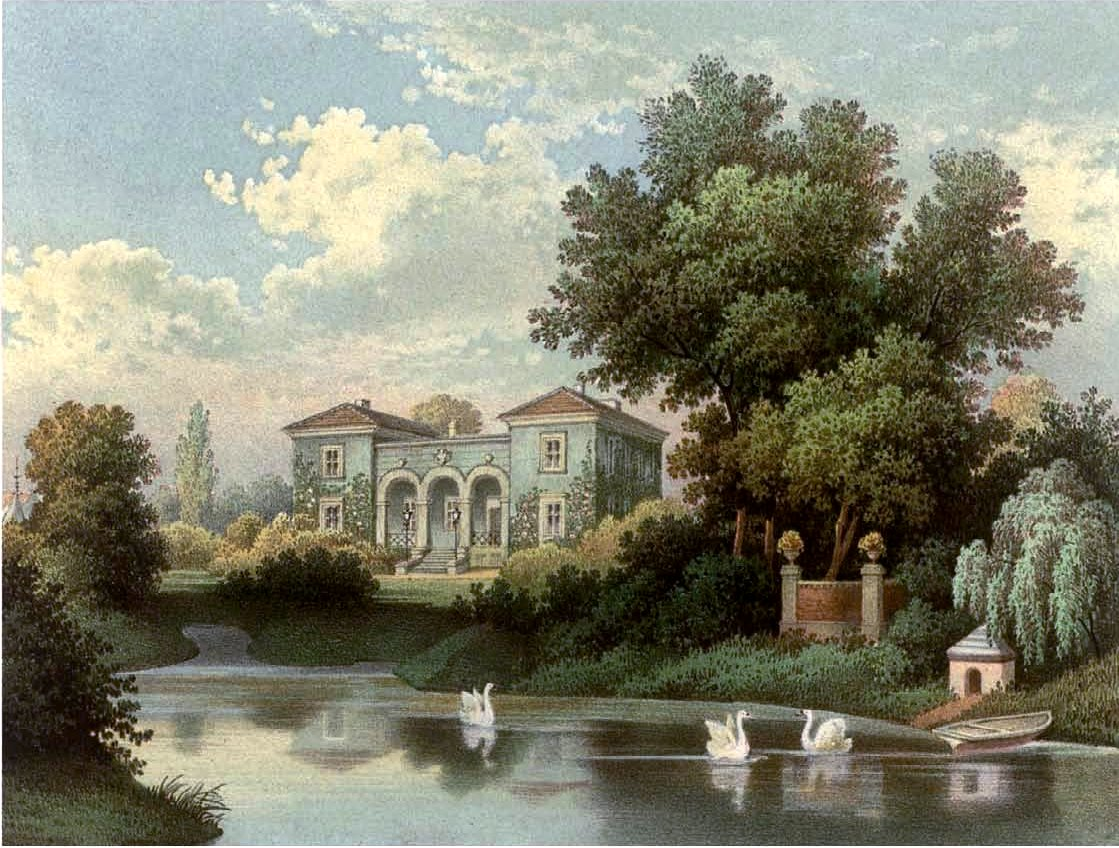
Vue du domaine de Markowitz (recueil d'Alexander Duncker), vers 1860

- Château de Gadow (de)
- Ganzer
- Horst
- Klein Gottschow
- Krampfer
- Markowitz (aujourd'hui Markowice)
- Simonshagen
- Möllendorff (en) (aujourd'hui Wymysłowice)